# کیم سو-یون (بازیگر)
کیم سو-یون (کره‌ای: 김서연؛ زادۀ ۱۹ سپتامبر ۱۹۹۹) بازیگر اهل کره جنوبی است. از مجموعه‌هایی که وی در آن نقش‌آفرینی کرده می‌توان به راز گناهکار اشاره کرد.